# NEWSの全力!!メイキング
『NEWSの全力!!メイキング』(ニュースのぜんりょく!!メイキング)は、TBS系列で2021年5月1日(4月30日深夜)から2024年3月30日(3月29日深夜)まで毎週土曜日0:50 - 1:20(2023年4月21日からは、2分繰り上がり、土曜0:48 - 1:18)に放送されていたバラエティ番組である〔最終回の記事〕。

## 概要
NEWSの小山慶一郎と加藤シゲアキが、「ゼロから作ったら面白そうなモノ」をゲストと共に自作していくDIYバラエティ。特別企画として改装の一般応募も募集している。
2021年3月に終了した『NEWSな2人』の後番組で、MCの小山と加藤は前番組から引き続き出演。グループ名のNEWSの冠があるが、もう1人のメンバーの増田貴久は出演していない。2023年7月にゲスト出演。

## 出演者

### MC
- 小山慶一郎・加藤シゲアキ（NEWS）

## 放送リスト・ゲスト
| 回  | 放送日         | 内容                                                            | ゲスト | 備考                                        |
| --- | -------------- | --------------------------------------------------------------- | --- | ------------------------------------------- |
| 1   | 2021年5月1日   | パレットチェア                                                  | 大悟 （千鳥） |                                             |
| 2   | 2021年5月8日   | パレットチェア                                                  | 大悟 （千鳥） |                                             |
| 3   | 2021年5月15日  | 可動式シューズラック                                            | 尾上松也 |                                             |
| 4   | 2021年5月22日  | 可動式シューズラック                                            | 尾上松也 |                                             |
| 5   | 2021年5月29日  | インダストリアルインテリア                                      | 川島明（麒麟） |                                             |
| 6   | 2021年6月5日   | インダストリアルインテリア                                      | 川島明（麒麟） |                                             |
| 7   | 2021年6月12日  | ハイドロディップ加工                                            | 出川哲朗 |                                             |
| 8   | 2021年6月19日  | ハイドロディップ加工                                            | 出川哲朗 |                                             |
| 9   | 2021年6月26日  | ポタジェプランター<前編>                                        | 山本美月 | 時間変更 1:05-1:35                          |
| 10  | 2021年7月10日  | ポタジェプランター<後編>、レジン作り                            | 山本美月 |                                             |
| 11  | 2021年7月24日  | ペール缶を使ったBBQコンロ<前編>                                 | 山口智充 |                                             |
| 12  | 2021年8月7日   | ペール缶を使ったBBQコンロ<後編>、メスティン料理                 | 山口智充 |                                             |
| 13  | 2021年8月14日  | 塩釜焼き                                                        | 滝沢カレン |                                             |
| 14  | 2021年8月21日  | 塩釜焼き                                                        | 滝沢カレン |                                             |
| 15  | 2021年8月28日  | トランスフォーム家具                                            | チョコレートプラネット（長田庄平, 松尾駿） |                                             |
| 16  | 2021年9月4日   | ネオンサインボード                                              | チョコレートプラネット（長田庄平, 松尾駿） |                                             |
| 17  | 2021年9月11日  | 大人の隠れ家プロジェクト／壁紙・床                              | 藤田ニコル |                                             |
| 18  | 2021年9月18日  | 大人の隠れ家プロジェクト／壁紙・床                              | 藤田ニコル |                                             |
| 19  | 2021年9月25日  | 大人の隠れ家プロジェクト／2WAYソファ                            | ウエンツ瑛士 |                                             |
| 20  | 2021年10月2日  | 大人の隠れ家プロジェクト／2WAYソファ                            | ウエンツ瑛士 |                                             |
| 21  | 2021年10月16日 | 大人の隠れ家プロジェクト／スピーカー                            | 勝地涼 |                                             |
| 22  | 2021年10月23日 | 大人の隠れ家プロジェクト／苔テラリウム                          | 勝地涼 |                                             |
| 23  | 2021年10月30日 | ちぎりパン                                                      | 桜井日奈子 |                                             |
| 24  | 2021年11月6日  | 宝石石鹸                                                        | 桜井日奈子 |                                             |
| 25  | 2021年11月13日 | ピタゴラ装置                                                    | なにわ男子（大西流星、長尾謙杜、藤原丈一郎、大橋和也） |                                             |
| 26  | 2021年11月20日 | ピタゴラ装置                                                    | なにわ男子（大西流星、長尾謙杜、藤原丈一郎、大橋和也） |                                             |
| 27  | 2021年11月27日 | 【企画】お助けメイキング（一般公募：竹しげ／東京都北区 居酒屋） | 佐田正樹（バッドボーイズ） |                                             |
| 28  | 2021年12月4日  | ガンプラ作り                                                    | 片桐仁 |                                             |
| 29  | 2021年12月11日 | ガンプラ作り                                                    | 片桐仁 |                                             |
| 30  | 2021年12月18日 | 【企画】お助けメイキング（一般公募：月光浴／東京都港区 バー）   | 佐田正樹（バッドボーイズ） |                                             |
| 31  | 2022年1月15日  | 餅に合う食材選手権                                              | 綾小路翔（氣志團） |                                             |
| 32  | 2022年1月22日  | 昭和レトロ                                                      | 綾小路翔（氣志團） |                                             |
| 33  | 2022年1月29日  | サンドアート                                                    | 中川翔子 |                                             |
| 34  | 2022年2月5日   | パッチワーク                                                    | 中川翔子 |                                             |
| 35  | 2022年2月12日  | ミニ四駆                                                        | 岩井勇気（ハライチ） |                                             |
| 36  | 2022年2月19日  | ミニ四駆                                                        | 岩井勇気（ハライチ） |                                             |
| 37  | 2022年2月25日  | タフティング                                                    | 中尾明慶 |                                             |
| 38  | 2022年3月4日   | 親子でできる科学実験                                            | 中尾明慶 |                                             |
| 39  | 2022年3月11日  | 大人もハマる！鉄道模型                                          | 石原良純 |                                             |
| 40  | 2022年3月18日  | 世界一美味しいコーヒー                                          | 石原良純 |                                             |
| 41  | 2022年4月1日   | スーパーカブ                                                    | 上地雄輔 |                                             |
| 42  | 2022年4月15日  | スーパーカブ                                                    | 上地雄輔 | 時間変更 1:05-1:35                          |
| 43  | 2022年4月22日  | 城ジオラマ                                                      | 田村淳（ロンドンブーツ1号2号） |                                             |
| 44  | 2022年4月29日  | 城ジオラマ                                                      | 田村淳（ロンドンブーツ1号2号） |                                             |
| 45  | 2022年5月6日   | カプセルトイプラモデル                                          | 吉本プラモデル部（佐藤哲夫（パンクブーブー）、横山きよし（ものいい）、佐藤ピリオド.、チャーリーいたがき、森木俊介（ラフ・コントロール））、長徳佳崇             |                                             |
| 46  | 2022年5月13日  | カプセルトイプラモデル                                          | 吉本プラモデル部（佐藤哲夫（パンクブーブー）、横山きよし（ものいい）、佐藤ピリオド.、チャーリーいたがき、森木俊介（ラフ・コントロール））、長徳佳崇             |                                             |
| 47  | 2022年5月20日  | ロバート秋山のクリエイターズ・ファイルをレゴでモザイクアート化  | 秋山竜次（ロバート） |                                             |
| 48  | 2022年5月27日  | ロバート秋山のクリエイターズ・ファイルをレゴでモザイクアート化  | 秋山竜次（ロバート） |                                             |
| 49  | 2022年6月3日   | カスタム軽トラ                                                  | 中岡創一（ロッチ） |                                             |
| 50  | 2022年6月10日  | カスタム軽トラ                                                  | 中岡創一（ロッチ） |                                             |
| 51  | 2022年6月17日  | オリジナルピストバイク                                          | 庄司智春（品川庄司）、レイザーラモンRG、アントニー（マテンロウ）                                                                                                |                                             |
| 52  | 2022年6月24日  | オリジナルピストバイク                                          | 庄司智春（品川庄司）、レイザーラモンRG、アントニー（マテンロウ）                                                                                                |                                             |
| 53  | 2022年7月1日   | 大人も楽しめるプラレール（前半）                                | 松井玲奈 |                                             |
| 54  | 2022年7月8日   | 総集編「超大作一気見せSP」                                      | |                                             |
| 55  | 2022年7月15日  | 大人も楽しめるプラレール（後半）                                | 松井玲奈 | 時間変更 0:55 - 1:25                        |
| 56  | 2022年7月29日  | 総制作“11時間”超え 吉本プラモ部とジオラマ共作                   | 吉本プラモデル部（横山きよし（ものいい）、佐藤ピリオド.、チャーリーいたがき、森木俊介（ラフ・コントロール））、長徳佳崇                                         |                                             |
| 57  | 2022年8月5日   | 総制作“11時間”超え 吉本プラモ部とジオラマ共作                   | 吉本プラモデル部（横山きよし（ものいい）、佐藤ピリオド.、チャーリーいたがき、森木俊介（ラフ・コントロール））、長徳佳崇                                         |                                             |
| 58  | 2022年8月12日  | 総制作“11時間”超え 吉本プラモ部とジオラマ共作                   | 吉本プラモデル部（横山きよし（ものいい）、佐藤ピリオド.、チャーリーいたがき、森木俊介（ラフ・コントロール））、長徳佳崇                                         |                                             |
| 59  | 2022年8月19日  | オリジナルスニーカー                                            | 那須川天心 |                                             |
| 60  | 2022年9月2日   | オリジナルスニーカー                                            | 那須川天心 |                                             |
| 61  | 2022年9月9日   | “大人もハマる”ラジコンカー                                      | 吉村崇（平成ノブシコブシ）、斉藤慎二（ジャングルポケット） |                                             |
| 62  | 2022年9月16日  | “大人もハマる”ラジコンカー                                      | 吉村崇（平成ノブシコブシ）、斉藤慎二（ジャングルポケット） |                                             |
| 63  | 2022年9月23日  | 革ジャン＆バイクヘルメット                                      | ケンドーコバヤシ |                                             |
| 64  | 2022年9月30日  | 革ジャン＆バイクヘルメット                                      | ケンドーコバヤシ |                                             |
| 65  | 2022年10月7日  | キャンプギア                                                    | 濱口優（よゐこ） |                                             |
| 66  | 2022年10月21日 | キャンプギア                                                    | 濱口優（よゐこ） |                                             |
| 67  | 2022年10月28日 | フィギュアジオラマ                                              | 速水もこみち |                                             |
| 68  | 2022年11月4日  | フィギュアジオラマ                                              | 速水もこみち |                                             |
| 69  | 2022年11月11日 | ストリングアート                                                | 藤森慎吾（オリエンタルラジオ） |                                             |
| 70  | 2022年11月18日 | ステンドグラス                                                  | 藤森慎吾（オリエンタルラジオ） |                                             |
| 71  | 2022年11月25日 | 古着リメイク                                                    | 長谷川忍（シソンヌ） |                                             |
| 72  | 2022年12月2日  | 古着リメイク                                                    | 長谷川忍（シソンヌ） |                                             |
| 73  | 2022年12月9日  | 鉄道模型                                                        | 市川紗椰 |                                             |
| 74  | 2022年12月16日 | 鉄道模型                                                        | 市川紗椰 |                                             |
| 75  | 2022年12月23日 | スノードーム                                                    | 梶裕貴 |                                             |
| 76  | 2023年1月6日   | 焚き火                                                          | 春日俊彰（オードリー） |                                             |
| 77  | 2023年1月13日  | キッズハウス                                                    | 春日俊彰（オードリー） |                                             |
| 78  | 2023年1月20日  | 動くレゴ®                                                       | 宮下草薙（草薙航基、宮下兼史鷹） |                                             |
| 79  | 2023年1月27日  | 動くレゴ®                                                       | 宮下草薙（草薙航基、宮下兼史鷹） |                                             |
| 80  | 2023年2月3日   | スプレーアート                                                  | 木村昴 |                                             |
| 81  | 2023年2月10日  | スプレーアート                                                  | 木村昴 |                                             |
| 82  | 2023年2月17日  | 食品サンプル                                                    | ぺこぱ（シュウペイ、松陰寺太勇） |                                             |
| 83  | 2023年2月24日  | 食品サンプル                                                    | ぺこぱ（シュウペイ、松陰寺太勇） |                                             |
| 84  | 2023年3月3日   | ファッションリメイク                                            | 呂布カルマ、コカドケンタロウ（ロッチ） |                                             |
| 85  | 2023年3月10日  | オリジナルスニーカー                                            | 呂布カルマ、コカドケンタロウ（ロッチ） |                                             |
| 86  | 2023年3月17日  | アイシングクッキー                                              | 青山テルマ |                                             |
| 87  | 2023年3月24日  | ミニチュア料理                                                  | 青山テルマ |                                             |
| 88  | 2023年3月31日  | 大人の趣味3連発（タフティング、ニコイチファッション、焚き火）   | 中尾明慶、春日俊彰、長谷川忍 |                                             |
| 89  | 2023年4月21日  | 膨らませないバルーンアート                                      | 勝地涼 |                                             |
| 90  | 2023年4月28日  | アルコールインクアート                                          | 勝地涼 |                                             |
| 91  | 2023年5月5日   | ハーバリウム                                                    | 槙野智章 |                                             |
| 92  | 2023年5月12日  | マンドゥバッグ                                                  | 槙野智章 |                                             |
| 93  | 2023年5月19日  | ミニチュア料理                                                  | 山本彩 |                                             |
| 94  | 2023年5月26日  | ドールハウス                                                    | 山本彩 |                                             |
| 95  | 2023年6月2日   | カリグラフィー                                                  | 佐藤龍我、浮所飛貴（美 少年） |                                             |
| 96  | 2023年6月9日   | 書道                                                            | 佐藤龍我、浮所飛貴（美 少年） |                                             |
| 97  | 2023年6月16日  | フラワーケーキ                                                  | 田辺智加（ぼる塾） |                                             |
| 98  | 2023年6月23日  | フラワーケーキ                                                  | 田辺智加（ぼる塾） |                                             |
| 99  | 2023年6月30日  | 改造バイクプラモデル                                            | 綾小路翔（氣志團） |                                             |
| 100 | 2023年7月7日   | 洗車                                                            | 綾小路翔（氣志團） |                                             |
| 101 | 2023年7月14日  | 皮パリ餃子                                                      | 増田貴久（NEWS） |                                             |
| 102 | 2023年7月21日  | 番組オープニング曲                                              | 増田貴久（NEWS） | ゲスト：☆Taku Takahashi（m-flo)             |
| 103 | 2023年7月28日  | 陶芸                                                            | 増田貴久（NEWS） |                                             |
| 104 | 2023年8月4日   | スクイーズ                                                      | 伊沢拓司、須貝駿貴、鶴崎修功（QuizKnock） |                                             |
| 105 | 2023年8月11日  | ポップアップカード                                              | 伊沢拓司、須貝駿貴、鶴崎修功（QuizKnock） |                                             |
| 106 | 2023年8月18日  | ラテアート                                                      | 津田健次郎 | ナレーター：木村昴                          |
| 107 | 2023年9月1日   | レザーアイテム                                                  | 津田健次郎 | ナレーター：木村昴                          |
| 108 | 2023年9月8日   | ローズウィンドウ                                                | 中村海人、川島如恵留（Travis Japan） |                                             |
| 109 | 2023年9月15日  | ボタニーペインティング                                          | 中村海人、川島如恵留（Travis Japan） |                                             |
| 110 | 2023年9月22日  | フラワーゼリー                                                  | 井桁弘恵 | メイキングJr.：千田琥太朗（ジャニーズJr.）  |
| 111 | 2023年9月29日  | ディップアート                                                  | 井桁弘恵 | メイキングJr.：千田琥太朗（ジャニーズJr.）  |
| 112 | 2023年10月6日  | ボトリウム                                                      | タイムマシーン3号 | メイキングJr.：大澤龍太郎 （ジャニーズJr.） |
| 113 | 2023年10月13日 | 水墨画                                                          | タイムマシーン3号 | メイキングJr.：大澤龍太郎 （ジャニーズJr.） |
| 114 | 2023年10月20日 | テクスチャーアート                                              | 中島健人（Sexy Zone） |                                             |
| 115 | 2023年10月27日 | アイスボックスクッキー                                          | 中島健人（Sexy Zone） |                                             |
| 116 | 2023年11月3日  | ゲーム実況                                                      | 狩野英孝、CO-DA | メイキングジュニア：高橋奏琉                |
| 117 | 2023年11月10日 | ゲーム実況                                                      | 狩野英孝、CO-DA | メイキングジュニア：高橋奏琉                |
| 118 | 2023年11月17日 | メンズネイル                                                    | 草間リチャード敬太、末澤誠也（Aぇ! group） |                                             |
| 119 | 2023年11月24日 | 竹あかりアート                                                  | 草間リチャード敬太、末澤誠也（Aぇ! group） |                                             |
| 120 | 2023年12月1日  | スパイスカレー                                                  | K、JO、HARUA（&TEAM） |                                             |
| 121 | 2023年12月8日  | スパイスカレー                                                  | K、JO、HARUA（&TEAM） |                                             |
| 122 | 2023年12月15日 | フォートナイト                                                  | 関口メンディー、片寄涼太（GENERATIONS） |                                             |
| 123 | 2023年12月22日 | フォートナイト                                                  | 関口メンディー、片寄涼太（GENERATIONS） |                                             |
| 124 | 2024年1月5日   | フォートナイト                                                  | 磯村勇斗 |                                             |
| 125 | 2024年1月12日  | フォートナイト                                                  | 磯村勇斗 |                                             |
| 126 | 2024年1月19日  | ボンバーマン                                                    | 世界、中島颯太（FANTASTICS） |                                             |
| 127 | 2024年1月26日  | ボンバーマン                                                    | 世界、中島颯太（FANTASTICS） |                                             |
| 128 | 2024年2月2日   | サンバDEアミーゴ                                                | 松村北斗（SixTONES） |                                             |
| 129 | 2024年2月9日   | フォールガイズ                                                  | 松村北斗（SixTONES） |                                             |
| 130 | 2024年2月16日  | Roblox                                                          | 岩城星那、山田晃大（LIL LEAGUE） |                                             |
| 131 | 2024年2月23日  | OhShape                                                         | 岩城星那、山田晃大（LIL LEAGUE） |                                             |
| 132 | 2024年3月1日   | 総集編                                                          | 中島健人（Sexy Zone）、大西流星・長尾謙杜・藤原丈一郎・大橋和也（なにわ男子）、中村海人・川島如恵留（Travis Japan）、草間リチャード敬太・末澤誠也（Aぇ! group） |                                             |
| 133 | 2024年3月8日   | Gang Beasts                                                     | 高橋恭平（なにわ男子）、中村海人（Travis Japan） |                                             |
| 134 | 2024年3月15日  | やわらかあたま塾、メイドインワリオ                              | 高橋恭平（なにわ男子）、中村海人（Travis Japan） |                                             |
| 135 | 2024年3月22日  | スパイスカレー                                                  | 綾小路翔（氣志團）、勝地涼 |                                             |
| 136 | 2024年3月29日  | ラストパーティー                                                | 綾小路翔（氣志團）、勝地涼 |                                             |

## ネット局
| 放送対象地域   | 放送局                    | 系列    | 放送日時                                                  | 放送期間         | 遅れ日数   |
| -------------- | ------------------------- | ------- | --------------------------------------------------------- | ---------------- | ---------- |
| 関東広域圏     | TBSテレビ（TBS）          | TBS系列 | 土曜 0:50 - 1:20（金曜深夜）→土曜 0:48 - 1:18（金曜深夜） | 2021年5月1日 -   | 制作局     |
| 青森県         | 青森テレビ（ATV）         | TBS系列 | 土曜 0:50 - 1:20（金曜深夜）→土曜 0:48 - 1:18（金曜深夜） | 2021年5月1日 -   | 同時ネット |
| 岩手県         | IBC岩手放送（IBC）        | TBS系列 | 土曜 0:50 - 1:20（金曜深夜）→土曜 0:48 - 1:18（金曜深夜） | 2021年5月1日 -   | 同時ネット |
| 福島県         | テレビユー福島（TUF）     | TBS系列 | 土曜 0:50 - 1:20（金曜深夜）→土曜 0:48 - 1:18（金曜深夜） | 2021年5月1日 -   | 同時ネット |
| 山梨県         | テレビ山梨（UTY）         | TBS系列 | 土曜 0:50 - 1:20（金曜深夜）→土曜 0:48 - 1:18（金曜深夜） | 2021年5月1日 -   | 同時ネット |
| 新潟県         | 新潟放送（BSN）           | TBS系列 | 土曜 0:50 - 1:20（金曜深夜）→土曜 0:48 - 1:18（金曜深夜） | 2021年5月1日 -   | 同時ネット |
| 長野県         | 信越放送（SBC）           | TBS系列 | 土曜 0:50 - 1:20（金曜深夜）→土曜 0:48 - 1:18（金曜深夜） | 2021年5月1日 -   | 同時ネット |
| 富山県         | チューリップテレビ（TUT） | TBS系列 | 土曜 0:50 - 1:20（金曜深夜）→土曜 0:48 - 1:18（金曜深夜） | 2021年5月1日 -   | 同時ネット |
| 島根県・鳥取県 | 山陰放送（BSS）           | TBS系列 | 土曜 0:50 - 1:20（金曜深夜）→土曜 0:48 - 1:18（金曜深夜） | 2021年5月1日 -   | 同時ネット |
| 愛媛県         | あいテレビ（itv）         | TBS系列 | 土曜 0:50 - 1:20（金曜深夜）→土曜 0:48 - 1:18（金曜深夜） | 2021年5月1日 -   | 同時ネット |
| 近畿広域圏     | 毎日放送（MBS）           | TBS系列 | 土曜 0:50 - 1:20（金曜深夜）→土曜 0:48 - 1:18（金曜深夜） | 2021年6月7日 -   | 遅れネット |
| 岡山県・香川県 | 山陽放送（RSK）           | TBS系列 | 土曜 0:50 - 1:20（金曜深夜）→土曜 0:48 - 1:18（金曜深夜） | 2022年4月23日 -  | 遅れネット |
| 宮城県         | 東北放送（tbc）           | TBS系列 | 火曜 1:00 - 1:30（月曜深夜）                              | 2021年5月12日 -  | 遅れネット |
| 高知県         | テレビ高知（KUTV）        | TBS系列 | 月曜 16:20 - 16:50                                        | 2021年6月7日 -   | 遅れネット |
| 北海道         | 北海道放送（HBC）         | TBS系列 | 水曜 1:55 - 2:25（火曜深夜）                              | 2021年5月11日 -  | 遅れネット |
| 中京広域圏     | CBCテレビ（CBC）          | TBS系列 | 木曜 1:29 - 1:59（水曜深夜）                              | 2022年10月20日 - | 遅れネット |
| 大分県         | 大分放送（OBS）           | TBS系列 | 月曜 10:50 - 11:20                                        | 2022年1月24日 -  | 遅れネット |

## スタッフ
- ナレーター：津田健次郎[57]
- 構成：アリエシュンスケ、清水雄平
- CAM：山田洋和
- VE：楠部達也
- 編集：國好卓也、平井剛、木村有宏（木村→一時離脱→復帰）【週替り】
- MA：古谷栄美
- 音効：松本凌
- 美術プロデューサー：大川明子、田中一平
- デザイナー：北原龍一
- CG：森三平
- 技術協力：池田屋、エスユー、PLTWORK合同会社
- 監修：鈴木茂
- 協力：BLACK+DECKER
- 宣伝：豊泉真由、吉川千冬
- 配信：長谷部あき
- 編成：松本友香
- デスク：大澤麻子
- AP：藤原華歩（2021年2月 -、一時離脱→復帰）、佐々木崇（2023年7月28日 - ）、東野真有（2023年11月 - ）
- AD：横山奈々、宮本晃樹、白木咲英、取替結生、尾木涼史、宮川祐成
- AD/ディレクター：仲埜光裕（以前はAD、一時離脱→復帰）【週替り】
- ディレクター：小林淳一、太田実、齊藤篤史、蒲田涼、生駒真也、高橋立志、丸尾直人、須田真光
- 演出：倉田敬之
- プロデューサー：麻生邦浩（2023年7月14日 - ）、加藤丈博、渡邊奈津子（初回時→キャスティング）、福岡隆幸、原田里美（原田→2022年11月頃 - ）
- 制作協力：ROFL
- 制作：TBSテレビコンテンツ制作局バラエティ制作二部
- 製作著作：TBS

### 過去のスタッフ
- 監修：山田芳照
- MA：的池将、村上敏之
- 宣伝：牧野洋平、西後仁和、牧田華奈
- 配信：石橋茉美、神内菜あな
- 編成：寺田淳史、東仲恵吾
- AP：日野絢介、安立吏穂
- AD：陳暁房、小川瑞稀、齋藤圭吾、伊澤結花、太田優衣、山口裕毅、田中剛喜、赤間翔、磯明日香、陳暝蔚
- ディレクター：築舘健太、木村諒、藤川悠、橋本伸行
- プロデューサー：朝倉靖晶
- CP：江藤俊久（2021年5月1日 - 10月2日）